# Riade (região)
Riade (em árabe: منطقة الرياض‎; romaniz.: Manṭiqat ar-Riyāḍ) é uma região da Arábia Saudita, com capital em Riade. Tem 404 240 quilômetros quadrados e segundo censo de 2018, havia 8 446 866 habitantes.